# Missillac
Missillac település Franciaországban, Loire-Atlantique megyében. Lakosainak száma 5619 fő (2022. január 1.). Missillac Nivillac, Saint-Dolay, Théhillac, La Chapelle-des-Marais, Herbignac, Pontchâteau, Saint-Gildas-des-Bois, Sainte-Reine-de-Bretagne és Sévérac községekkel határos.

## Népesség
A település népességének változása:
| Lakosok száma | 3652 | 3883 | 3915 | 4474 | 5076 | 5199 | 5342 | 5398 | 5432 | 5619 |
|               | 1968 | 1982 | 1990 | 2006 | 2013 | 2015 | 2017 | 2019 | 2020 | 2022 |